# 母屋
母屋（もや/おもや）、または母家とは、
1. 屋敷内の中心となる建物

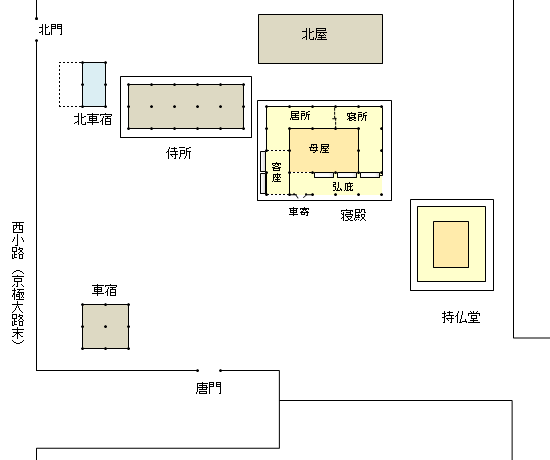
寝殿造における「母屋」（藤原定家の京極殿・建設初期の平面図）:オレンジ部分
----
藤田盟児復元図より作成

2. 寝殿造などの建物で、廊・庇に対して家屋の中央部分

をあらわす建築用語。この2つの意味に、分家や支店に対して本家や本店の意味がある。また、警察用語として警察署、警察本部、本庁をいう。さらに、建築部材の一名称でもある。
本項は日本建築で使われる空間名称、または小屋組の構造部材の一つについて説明する。

## 母屋（空間名称）

### 「もや」から「おもや」へ
「母屋」はもともと「もや」と読み「庇」・「孫庇」の対義語であったが、寝殿造の建物がつくられなくなると、読みと意味を変えている。それには、平安時代後半から、屋根を支持する天井より上の構造と、屋内を形づくる天井より下の構造とを分離させた日本独自の建築技術が発達したことが大きくかかわっている。これによって用途や機能に応じた部屋が屋内に自在に配置されるようになり、「母屋」の指し示す対象が大きく変化したと考えられている。

### もや
中世以前（主として古代以前）の日本建築で使われる空間名称。寝殿造などで家屋の主体になる部分。「庇」に対する語。「身舎」とも書く。身舎の外側を「入側」と呼ぶこともある。
建物の中心である母屋に対し、その周囲をとりまく空間は庇と呼び、庇は母屋より一段低い空間とされた。儀式の際には身分の上位者だけが母屋に座るなど、用途も区別されていた。これには、三角形の屋根をのせる古墳時代以来の古代建築のあり方に強く制約されていた。

### おもや
中世以降（主として近世以降）の日本建築で使われる空間名称。屋敷にある建物のうち、家族がふだん住居として生活する空間で、「離れ」や「納屋（物置）」、「蔵（倉庫）」、「外便所」など附属屋に対する語。主屋（おもや）。本屋（ほんや）。

## 母屋（建築部材）

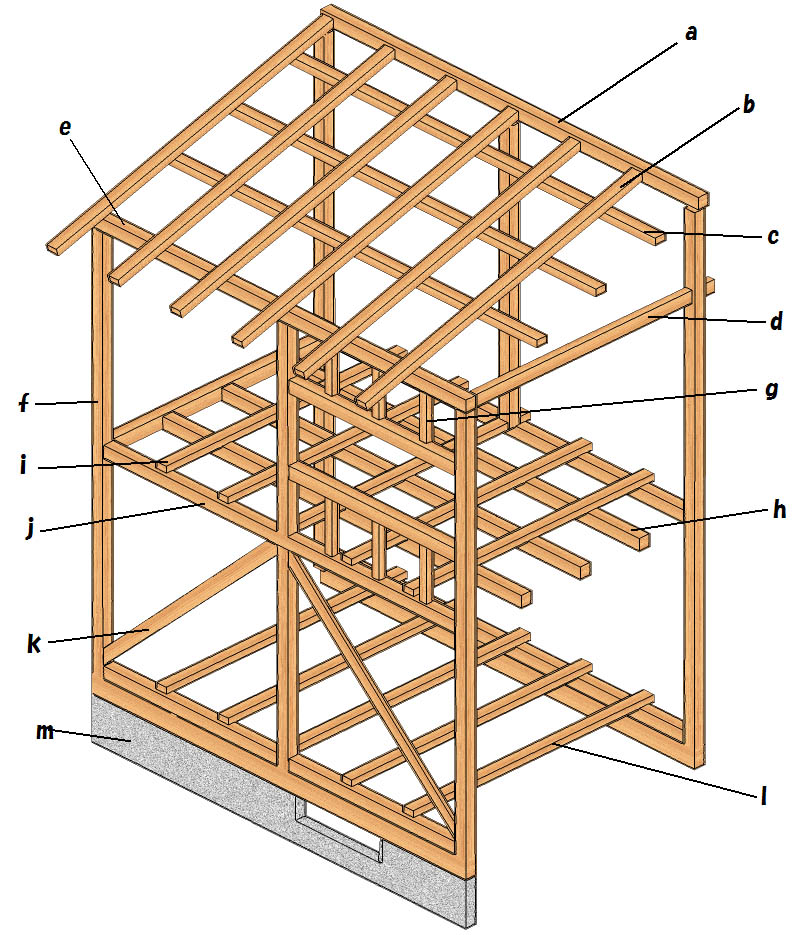
C:母屋

母屋（もや）は木造建築・鉄骨構造の小屋組部材の名称。一般住宅のほとんどの場合約90mm四方の杉の角材であることが多く意匠の目的で丸材を用いることもある。在来工法では、小屋梁の上に約900mm間隔で小屋束を立てその上に上げられる。切妻屋根や入母屋の妻側に突出させた母屋を鼻母屋といい、部材自体を化粧材としたり、漆喰やモルタルなどで塗籠めるかまたは破風板で隠したり木口に板金を被せるものもある。